# Arnaldo Arocha
Arnaldo Horacio Arocha Vargas (Charallave, Miranda, Venezuela, 10 de septiembre de 1936 -Ibidem, 8 de febrero de 2022) fue un médico y dirigente político venezolano, pertenece al partido socialcristiano COPEI.

## Carrera política
Arnaldo Arocha fue el mayor de 4 hermanos. Su primer acercamiento con la política fue durante la dictadura de Marcos Pérez Jiménez. Arocha Vargas asumió su primer cargo en la administración pública en 1958, ejerciendo como concejal del Distrito Urdaneta. También se desempeñó como diputado al Congreso de la República de Venezuela en 1968. Fue reelecto y ocupó ese cargo durante 4 años.

### Gobernador de Miranda
Fue el primer gobernador del Estado Miranda electo por votación popular; en 1989 con 41% de la votación y en 1992 reelecto con el 62,4%. En 1971, antes de la aprobación de la ley para la elección de gobernadores, ejerció un período de gobierno 1971 a 1974 habiendo sido designado por el presidente de la República. También se desempeñó en la Cámara de Diputados de Venezuela de 1969 a 1974 y nuevamente de 1984 a 1989.
Aspiró una vez más para la gobernación en el 2008, pero luego se retiró para darle apoyo al candidato Henrique Capriles Radonski, que resultó ganador en dichos comicios. Murió el 8 de febrero. 2022, a la edad de 85 años.